# Martín López Aguirre

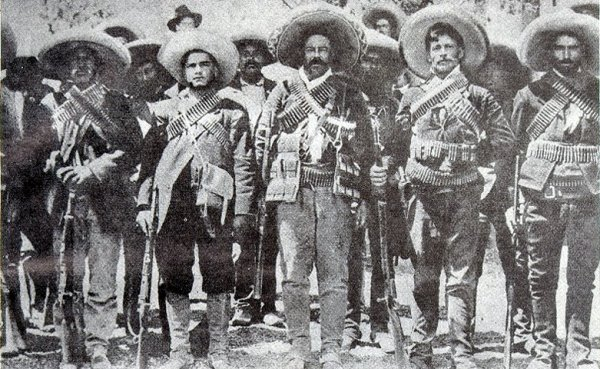
De izquierda a derecha, Generales: Candelario Cervantes, Pablo López Aguirre, Francisco Villa, Francisco Beltrán y Martín López.

General Martín López Aguirre fue un militar mexicano que participó en la Revolución mexicana. Inició su participación activa en la revolución en 1913, a raíz de la usurpación de Victoriano Huerta, junto con su hermano Pablo López Aguirre, integrándose a las filas de la División del Norte. Con ella participó en la primera toma de Torreón, en el sitio de Chihuahua; en la toma de Ciudad Juárez, la Batalla de Ojinaga y en la Batalla de Tierra Blanca. Durante 1914 intervino en la segunda toma de Torreón, en los combates de San Pedro de las Colonias, Paredón y Zacatecas. Cuando sobrevino el rompimiento de Francisco Villa con Venustiano Carranza permaneció fiel al primero. Con el ejército villista combatió en el Bajío y al ser derrotado marchó rumbo a Sonora. En septiembre de 1916 estuvo al lado de Francisco Villa en la toma de la ciudad de Chihuahua y en el ataque a San Andrés, en la que derrotaron al coronel Fortunato Zuazua; en octubre participó en la ocupación de Ciudad Camargo y en noviembre en el asalto a Hidalgo del Parral. Volvió a participar en la ocupación de Chihuahua y Ciudad Camargo para fines de diciembre, así como en el ataque a Torreón. En 1917 combatió a Francisco Murguía en Estación Rosario; en abril fue derrotado en Chihuahua y, en mayo, ocupó Ojinaga con Francisco Villa. A raíz de esta acción las fuerzas villistas se dispersaron y López permaneció como parte de la escolta de Villa. En 1919 volvió a participar en los ataques a Chihuahua y a Ciudad Juárez. Murió por bala en un pequeño combate contra los carrancistas ese mismo año.